# Kasiriwimab/imdewimab
Kasiriwimab/imdewimab (Ronapreve, REGN-COV2) – eksperymentalny lek opracowany przez amerykańską firmę biotechnologiczną Regeneron Pharmaceuticals w celu zwalczania infekcji wirusem SARS-CoV-2, wywołującym chorobę COVID-19. Lek zawiera dwa przeciwciała monoklonalne, kasiriwimab (REGN10933) i imdewimab (REGN10987). Równoczesne podanie dwóch przeciwciał ma na celu zapobieganie wytwarzaniu oporności przez wirusa poprzez mutacje.

## Zastosowanie terapeutyczne
21 listopada 2020 roku amerykańska Agencja ds. Żywności i Leków (FDA) wydała zezwolenie nadzwyczajne (EUA, ang. Emergency Use Authorization) na stosowanie kasiriwimabu/imdewimabu w leczeniu przypadków łagodnego i umiarkowanego COVID-19 u dorosłych i dzieci w wieku min. 12 lat i o wadze min. 40 kg, z pozytywnym wynikiem testu na obecność wirusa SARS-CoV-2, i będących w grupie wysokiego ryzyka przejścia w ciężką fazę COVID-19, jak osoby w wieku min. 65 lat lub z niektórymi schorzeniami przewlekłymi. Lek podaje się w dożylnym wlewie kroplowym.
W badaniu klinicznym z udziałem osób z COVID-19 wykazano, że w porównaniu z placebo podanie kasiriwimabu/imdewimabu zmniejsza na okres przynajmniej 28 dni liczbę hospitalizacji związanych z COVID-19 lub wizyt na izbach przyjęć u osób z wysokim ryzykiem przejścia w ciężką fazę choroby. Bezpieczeństwo i skuteczność tej eksperymentalnej terapii nadal podlega dalszej ocenie.
Kasiriwimab/imdewimab nie jest wskazany u osób z ciężkim przebiegiem choroby, w tym wymagających tlenoterapii lub stosowania wentylacji mechanicznej.

## Opracowanie leku
Regeneron ma siedzibę w Tarrytown w stanie Nowy Jork, a lek REGN-COV2 jest wytwarzany w głównym zakładzie produkcyjnym firmy w Rensselaer w tym samym stanie. Od września 2020 aby zwiększyć moce produkcyjne, firma Regeneron zaczęła przenosić wytwarzanie innych do Limerick w Irlandii. Produkcja i sprzedaż REGN-COV2 poza Stanami Zjednoczonymi została powierzona przedsiębiorstwu Hoffmann-La Roche na produkcję i.
Dane kliniczne, dzięki którym uzyskane zostało pozwolenie na stosowanie kasiriwimabu/imdewimabu, opierają się na randomizowanym, podwójnie ślepym, kontrolowanym placebo badaniu klinicznym z udziałem 799 nie hospitalizowanych dorosłych z łagodnymi/umiarkowanymi objawami COVID-19. Spośród tych uczestników 266 otrzymało pojedynczą infuzję dożylną 2,4 g kasiriwimabu i imdewimabu (po 1,2 g każdego), 267 otrzymało 8 g kasiriwimabu i imdewimabu (4 g każdego), a 266 otrzymało placebo w ciągu trzech dni od uzyskania pozytywnego wyniku testu na obecność wirusa SARS-CoV-2.
Wstępnie określonym pierwszorzędowym punktem końcowym badania była średnia ważona w czasie zmiana miana wirusa w stosunku do wartości wyjściowej. Wiremia w siódmym dniu u leczonych kasiriwimabem/imdewimabem było mniejsza niż u osób otrzymujących placebo. Jednak najważniejsze znaczenie dla oceny skuteczności miało to, że kasiriwimab/imdewimab we wcześniej zdefiniowanym drugorzędowym punkcie końcowym zmniejszył ilość hospitalizacji i wizyt na ostrym dyżurze przez okres 28 dni po zastosowaniu tych leków. W przypadku uczestników z wysokim ryzykiem przejścia w ciężką fazę choroby, hospitalizacje i wizyty na ostrym dyżurze wystąpiły średnio u 3% osób leczonych kasiriwimabem/imdewimabem w porównaniu do 9% uczestników badania otrzymujących placebo. Nie było znaczących różnic w skuteczności pomiędzy 2 testowanymi dawkami kasiriwimabu/imdewimabu.
2 października 2020 r. firma Regeneron Pharmaceuticals przekazała informację, że prezydent USA Donald Trump otrzymał „pojedynczą 8-gramową dawkę REGN-COV2" po pozytywnym wyniku testu na SARS-CoV-2. Lek został dostarczony przez firmę w odpowiedzi na prośbę lekarzy prezydenta.

## Badania kliniczne
Od września 2020 r. REGN-COV2 jest poddawany badaniom klinicznym w ramach RECOVERY Trial.